# De Dion-Bouton Type EI
Der De Dion-Bouton Type EI ist ein Pkw-Modell aus den 1910er Jahren. Hersteller war De Dion-Bouton aus Frankreich.

## Beschreibung
Die Zulassung durch die nationale Zulassungsbehörde erfolgte am 18. April 1913. Als Variante des Type EB gab es keinen Vorgänger.
Der Vierzylindermotor hat 100 mm Bohrung, 140 mm Hub und 4398 cm³ Hubraum. Er wurde damals in Frankreich als 20 CV léger angeboten. CV steht für Cheval fiscal (Steuer-PS). Zu beachten ist, dass der Type EB mit dem gleichen Motor mit 25 CV eingestuft war. Der Zusatz léger (französisch für leicht) wurde möglicherweise verwendet, weil gleichzeitig die Modelle Type EC und Type ED mit V8-Motoren als 20 CV im Sortiment standen. Die Motorleistung in PS ist nicht bekannt. Der Motor ist vorne im Fahrgestell montiert und treibt über ein Vierganggetriebe und eine Kardanwelle die Hinterräder an. Der Wasserkühler ist direkt vor dem Motor hinter einem deutlich sichtbaren Kühlergrill. Die Hinterachse ist eine De-Dion-Achse.
Die Basis bildet ein Pressstahlrahmen. Der Radstand beträgt 3520 mm und die Spurweite 1400 mm.
Bekannt sind Aufbauten als Tourenwagen.
Das Modell wurde nur 1913 produziert und dann ohne Nachfolger eingestellt. Es sind keine überlebenden Fahrzeuge bekannt.